# Año Paulino
El Año Paulino fue un jubileo convocado por el papa Benedicto XVI en conmemoración del bimilenario del nacimiento del apóstol Pablo de Tarso. Se celebró entre el 28 de junio de 2008 y el 29 de junio de 2009. Tuvo un marcado carácter ecuménico, según los deseos del pontífice.

## Convocatoria

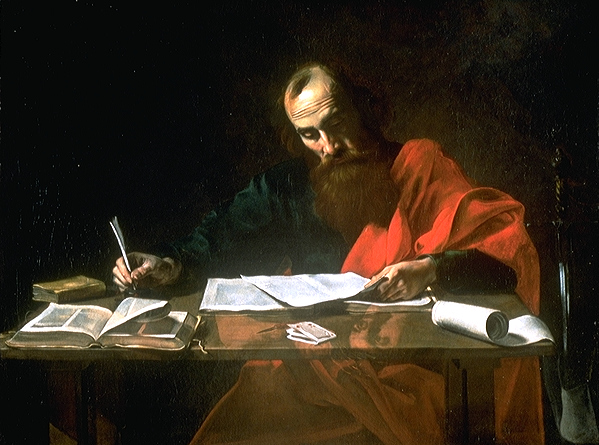
San Pablo escribiendo sus epístolas, obra de Valentin de Boulogne o Nicolas Tournier, del.

El 28 de junio de 2007, durante las I Vísperas de la Solemnidad de san Pedro y san Pablo, Benedicto XVI anunciaba oficialmente la convocatoria de un Año Jubilar en honor del Apóstol Pablo: 

Me alegra anunciar oficialmente que al apóstol san Pablo dedicaremos un año jubilar especial, del 28 de junio de 2008 al 29 de junio de 2009, con ocasión del bimilenario de su nacimiento, que los historiadores sitúan entre los años 7 y 10 d.C. Este "Año paulino" podrá celebrarse de modo privilegiado en Roma, donde desde hace veinte siglos se conserva bajo el altar papal de esta basílica el sarcófago que, según el parecer concorde de los expertos y según una incontrovertible tradición, conserva los restos del apóstol san Pablo.

El propósito de este Año Jubilar fue, 

especialmente para los católicos, la invitación y la oportunidad de: volver a descubrir la gran figura del apóstol Pablo, su trabajo constante e incansable, sus viajes, sobre todo narrado en los Hechos de los Apóstoles, escrito por San Lucas; volver a leer y estudiar sus muchas cartas, dirigidas a las primeras comunidades cristianas; revivir los primeros tiempos de nuestra Iglesia; profundizar en sus ricas enseñanzas, dirigidas a todos, en particular a los gentiles, y meditar sobre su espiritualidad vigorosa de la fe, esperanza y caridad; hacer una peregrinación a su tumba, y a los muchos lugares que él visitó, donde fundó las comunidades cristianas; revitalizar nuestra fe y nuestro papel en la Iglesia de hoy, a la luz de sus enseñanzas; y, finalmente, a orar y trabajar por la unidad de todos los cristianos en una Iglesia que está unida, el verdadero "Cuerpo Místico de Cristo".

Mediante Decreto de 10 de mayo de 2008, la Penitenciaría Apostólica establecía las Indulgencias que recibirían los peregrinos participantes del Año Jubilar.

## Apertura
Fue inaugurado por Benedicto XVI en la tarde del 28 de junio de 2008 en la Basílica de San Pablo Extramuros. Participaron en la ceremonia el patriarca ecuménico de Constantinopla Bartolomé I y representantes de otras iglesias y comunidades cristianas. La apertura se desarrolló durante el rezo de las I Vísperas de la Solemnidad. En la ceremonia el Santo Padre abrió la Puerta paulina y encendió una vela de aceite.

## Desarrollo
Durante el año paulino, se realizó la Jornada Mundial de la Juventud 2008 en Sídney, Australia. Entre el 5 y el 26 de octubre de 2008 se produjo la XII Asamblea General Oridinaria del Sínodo de los obispos, cuyo tema a tratar fue "La Palabra de Dios en la vida y en la misión de la Iglesia". Además de la visita de Benedicto XVI a Tierra Santa, además de Francia con motivo del 150 aniversario de las apariciones de Nuestra Señora de Lourdes y a dos países africanos Camerún y Angola.

## Clausura
Fue clausurado por el Papa Benedicto XVI  en la tarde del 28 de junio de 2009 en la Basílica de San Pablo Extramuros. Enviando cardenales a lugares relacionados con el ápostol San Pablo para su clausura: Tierra Santa, Damasco, Chipre, Atenas, Malta, el Líbano y  Tarso, en Turquía.
En Jerusalén, la clausura estuvo presidida por el Cardenal Walter Kasper en la Basílica de San Esteban, acompañado de la mayor parte de los Ordinarios de Tierra Santa y el Nuncio y Delegado apostólico Monseñor Antonio Franco.
El 7 de julio de 2009, fue presentada la carta encíclica Caritas in Veritate, sobre el desarrollo humano integral en la caridad y en la verdad y con fecha 29 de junio de 2009.

## Curiosidades
El 19 de junio de 2009 antes de terminar el año paulino, había comenzado el Año Sacerdotal con motivo de 150 aniversario del fallecimiento de San Juan María Vianney.